# Kreuzberg (Windische Bühel)
Kreuzberg är ett berg i Österrike.   Det ligger i bergsområdet Windische Bühel i distriktet Leibnitz och förbundslandet Steiermark, i den östra delen av landet, 180 km söder om huvudstaden Wien. Toppen på Kreuzberg är 633 meter över havet, eller 247 meter över den omgivande terrängen. Bredden vid basen är 18,2 km.
Terrängen runt Kreuzberg är kuperad åt sydost, men åt nordväst är den platt. Närmaste större samhälle är Wagna, 8,2 km nordost om Kreuzberg.
Omgivningarna runt Kreuzberg är en mosaik av jordbruksmark och naturlig växtlighet. Runt Kreuzberg är det ganska tätbefolkat, med 62 invånare per kvadratkilometer.